# Johanna Sjövall
Ingrid Stina Johanna Sjövall, född 26 februari 1975 i Sankt Petri församling i Malmö, är en svensk journalist och reporter vid Sveriges Radio P1.
Sjövall är känd för den uppmärksammade radiodokumentären Det illojala vårdbiträdet från 2021. I programmet tar Sjövall reda på de faktiska omständigheterna i intervjuer med Attendo, anställda och anhöriga till dem som dog på Sabbatsbergsbyn under pandemin våren 2020. Föreningen Grävande Journalister nominerade programmet till Guldspaden 2021.
Ella Lemhagens film Så länge hjärtat slår (2024) är inspirerad av Det illojala vårdbiträdet.